# Eulers metode
Eulers metode  er en numerisk metode til at approksimere en løsningkurves punkter vha. rekursionsligninger.